# HMIS Hindustan (L80)
«Гіндустан» (англ. HMIS Hindustan (L80)) — військовий корабель, шлюп типу «Гастінгс» Індійського королівського військово-морського флоту за часів Другої світової війни.

## Історія створення
Шлюп «Гіндустан» був закладений 4 вересня 1929 року на верфі компанії Swan Hunter. Спущений на воду 12 травня 1930 року, вступив у стрій 10 жовтня того ж року.

## Історія служби
До початку війни шлюп «Гіндустан» в основному використовувався як навчальний корабель. У вересні 1939 року переданий в розпорядження ВМС Великої Британії і до серпня 1940 року ніс службу в районі Перської затоки. 
У вересні 1940 року пройшов ремонт в Бомбеї, під час якого на кораблі була встановлена протичовнова зброя. Після ремонту корабель ніс патрульну службу в районі Адена та в Червоному морі. 
У грудні 1941 року, у зв'язку зі вступом у війну Японії, корабель повернувся в Індію. На початку 1942 року діяв біля узбережжя Бірми, зокрема брав участь в евакуації Рангуна. До кінця 1943 року супроводжував конвої на лінії Бомбей - Коломбо. Пізніше переведений на східне узбережжя Індії.
21-22 лютого 1946 року, під час перебування в Карачі, брав участь в постанні індійських моряків. Згодом був роззброєний, використовувався як навчальний та гідрографічний корабель.
У 1947 році корабель увійшов до складу ВМС Пакистану, де отримав назву «Karsaz». Зданий на злам у 1960 році.